# Vassili Erochenko
Vassili Iakovlevitch Erochenko (en russe : Василий Яковлевич Ерошенко) (12 janvier 1890 - 23 décembre 1952), connu en espéranto sous le nom de Vasilij Eroŝenko, est un espérantiste russe.

## Biographie

### Jeunesse
Vassili Erochenko nait le 12 janvier 1890 à Oboukhovka (en), dans l’Oblast de Belgorod, en Russie, Jakov et Jevdokija Erochenko. À l’âge de quatre ans, il perd la vue des suites de la rougeole. De 1899 à 1908, il étudie à l’école pour aveugles de Moscou, où il apprend la musique et à jouer de la guitare et du violon,. De 1908 à 1912, il travaille dans le chœur et orchestre des aveugles de Moscou, en tant que chanteur et violoniste. 

### Espéranto et premier voyage
En 1910, Vassili Erochenko rencontre Anna Šarapova qui lui conseille d’apprendre l’espéranto et de voyager au Royaume-Uni. Il apprend l’espéranto et l’anglais, et rejoint le groupe espérantiste de Moscou,. Le 6 février 1912, il commence son voyage vers le Royaume-Uni, après qu’Anna Šarapova ait contacté des espérantistes britanniques,. Il intègre le Royal Normal College (en), une école pour aveugles, pendant 6 mois, pour y parfaire sa pratique de la musique,. 
À cette époque, Londres est l’un des centres de l’émigration politique russe. L’espéranto y est en vogue parmi les cercles des émigrés politiques, socialistes et anarchistes. C’est dans ce contexte et lors d’une rassemblement que Vassili Erochenko rencontre Pierre Kropotkine, théoricien anarchiste,. Les œuvres de Kropotkine ont une grande influence sur Vassili Erochenko, qui adopte les idées anarchistes et se fait ardent défenseur de la liberté et de l’égalité dans le monde. 

### Voyages au Japon
Vassili Erochenko retourne temporairement en Russie avant d’être envoyé au Japon par la fédération espérantiste de Russie,.

### Fin de vie
En 1952, Vassili Erochenko retourne à Oboukhovka. Il y meurt des suites d’un cancer de l’estomac le 23 décembre 1952,.

## Postérité
- une maison-musée dédiée à Vassili Erochenko existe à Oboukhovka, son village natal[5].